# Скела (Глина)
Скела је насељено мјесто на подручју града Глине, Банија, Република Хрватска.

## Историја
Скела се од распада Југославије до августа 1995. године налазила у Републици Српској Крајини.

## Становништво
| Националност | 1991.       |
| Хрвати       | 95 (87,15%) |
| Срби         | 2 (1,83%)   |
| Југословени  | 12 (11,00%) |
| Укупно       | 109         |

| Демографија | Демографија | Демографија |
| Година      | Становника  | Становника  |
| ----------- | ----------- | ----------- |
| 1961.       | 240         |             |
| 1971.       | 212         |             |
| 1981.       | 157         |             |
| 1991.       | 109         |             |
| 2001.       | 82          |             |
| 2011.       |             | 41          |